# Senarica
Senarica es una aldea italiana ubicada en el municipio de Crognaleto, en la provincia de Teramo.

## Aspectos arquitectónicos
El pueblo ha conservado su encanto original a lo largo de toda la trama urbana, con calles angostas y salas dignas, es interesante la iglesia de SS. Proto y Jacinto, con estatuas de madera de calidad, donde los Dogos tomó el juramento y fueron enterrados.